# Parafia Ewangelicko-Metodystyczna w Tarnowie
Parafia Ewangelicko-Metodystyczna w Tarnowie – zbór metodystyczny działający w Tarnowie od 1945 r., należący do okręgu południowego Kościoła Ewangelicko-Metodystycznego w RP. 
Zbór w Tarnowie założony został wiosną 1945 r. dzięki służbie pastora Stanisława Słotwińskiego. Poświęcenie kaplicy przy ul. Narutowicza 19 nastąpiło 25 kwietnia 1947 r.
Nabożeństwa odbywają się w niedziele o godzinie 10:30.